# Vaillantodes
Vaillantodes is een muggengeslacht uit de familie van de motmuggen (Psychodidae).

## Soorten
- V. andalusicus Wagner, 2002
- V. creticus (Wagner, 1993)
- V. fraudulentus (Eaton, 1904)
- V. malickyi (Wagner, 1993)
- V. margaretae (Wagner, 1988)
- V. miksici (Krek, 1979)